# Вулиця Гоголя (Кропивницький)
Вулиця Гоголя — одна з центральних вулиць у місті Кропивницькому, названа на честь письменника Миколи Гоголя.
Розташована в Подільському районі Кропивницького. Вулиця Гоголя — доволі протяжна, пролягає від вулиці Вокзальної (на Ковалівці) до вул. Абрикосової (у Великій Балці).
Перетинають вулиці Олександрійська, Петропавлівська, Одеська, Кропивницького, Карабінерна, Архангельська, у центральній частині міста — Михайлівська, Тарковського, Пашутінська, Велика Перспективна, В'ячеслава Чорновола, Володимира Панченка, Шульгиних та Нейгауза.

## З історії вулиці
Виникла однією з найперших у місті. Почала заселятися 1752 року старообрядцями та римокатоликами (саме тоді тут оселилися пращури відомих митців — Нейгаузів, Шимановських). Тому початкова частина вулиці здобула назву Безпопівська (за назвою однієї з течій старообрядництва), а решта вулиці до Великої Перспективної здобула назву Василівська (за прізвищем організатора громади старообрядців Феодосія Васильєва).
Решта частини вулиці (від В.Перспективної в бік В.Балки) у 2-й половині 18 ст., після спорудження Успенського собору стала Успенською.
1899 року по вулиці було прокладено трамвайну колію лінії № 2.
1909 року, на честь 100-річчя від дня народження Гоголя вулиці Безпопівську-Василівську перейменовано на вул. Гоголя. 1929 року до складу вул. Гоголя включили вул. Успенську і відтоді вулиця має нинішню протяжність.

## Транспорт
- маршрутне таксі № 5

## Об'єкти
На вулиці Гоголя розташовано чимало об'єктів міської інфраструктури, соціального призначення, освіти та культури.
Також на вулиці розташовані численні магазини, заклади харчування, аптеки тощо.

## Фотогалерея

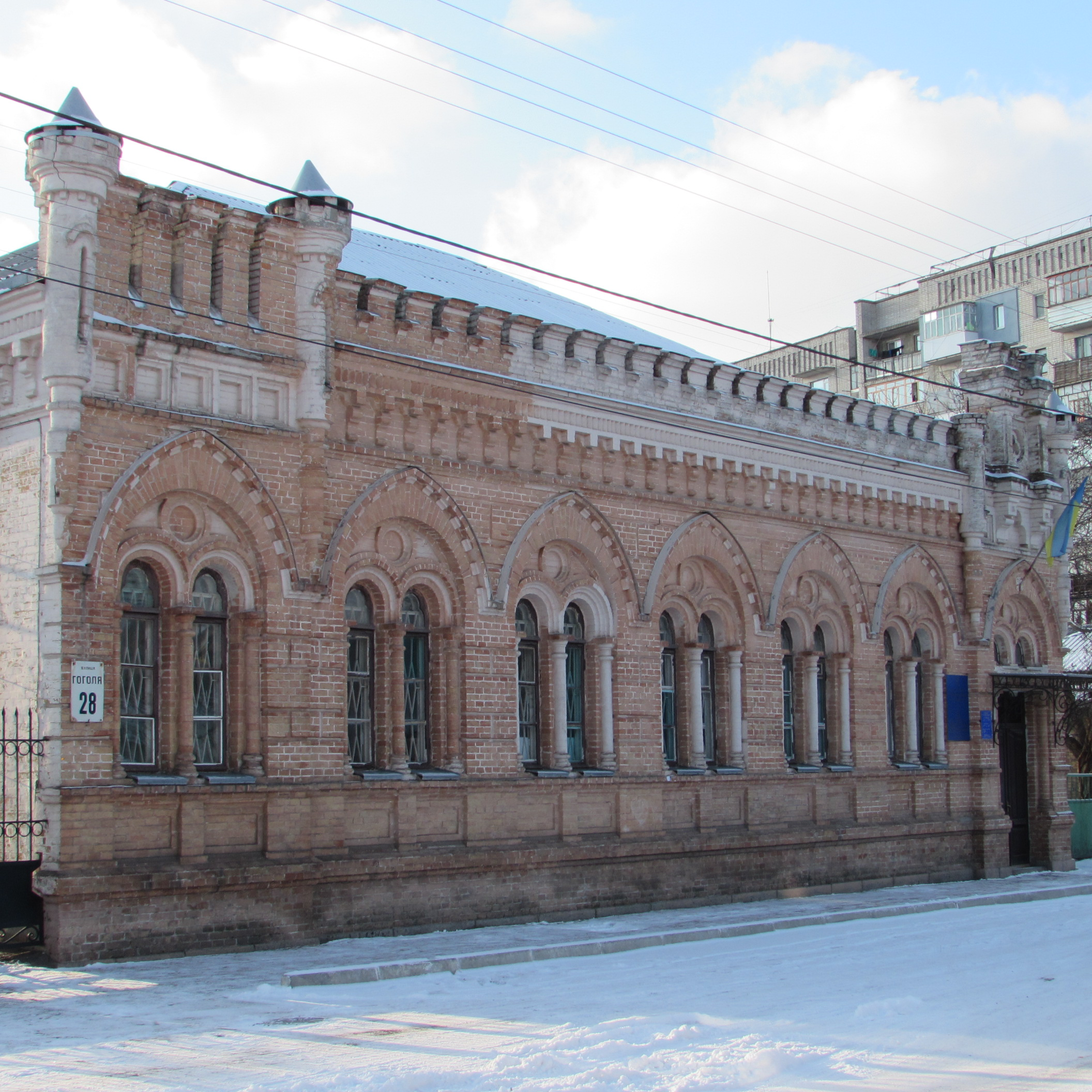
Гоголя, 28. Особняк
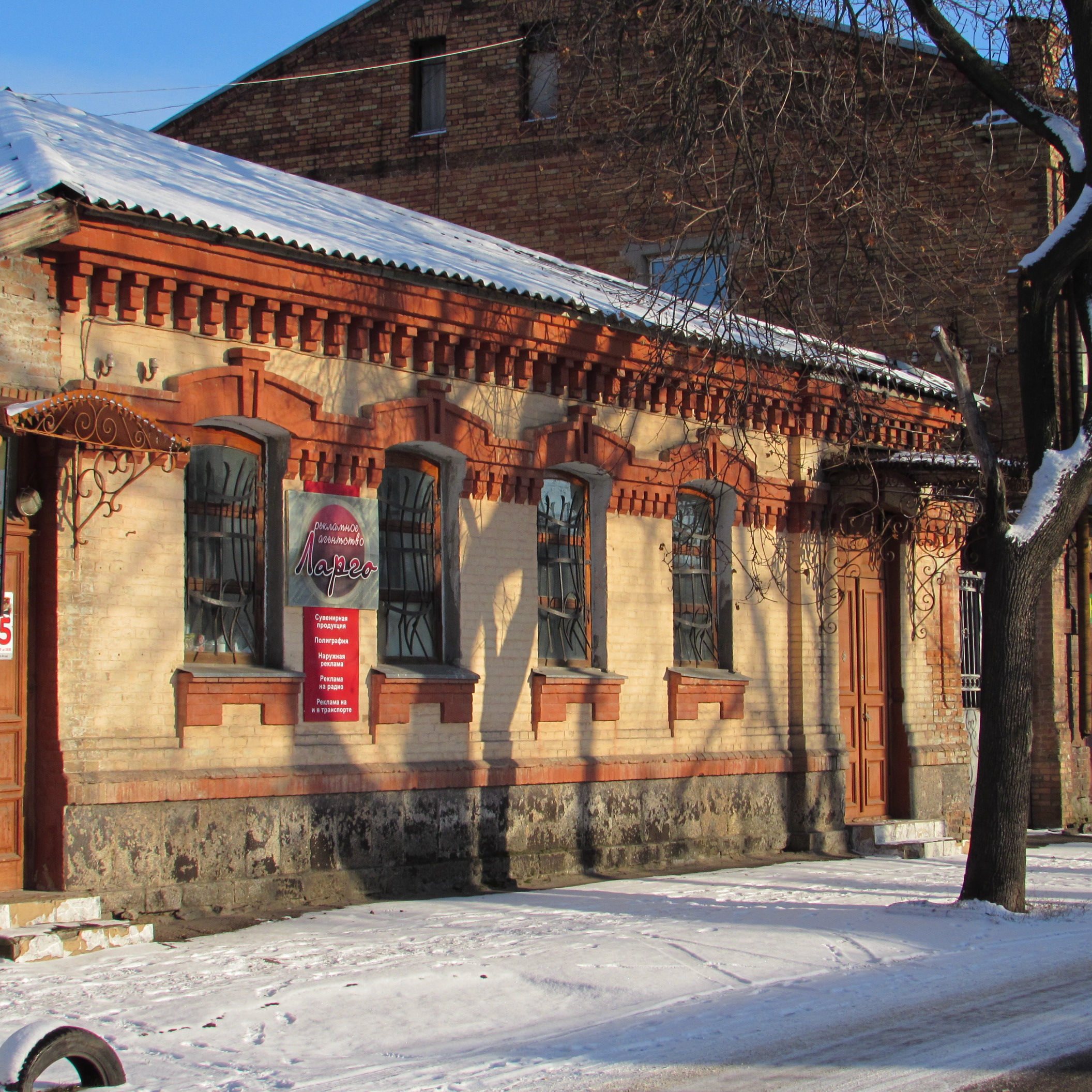
Гоголя, 65. Зима 2016
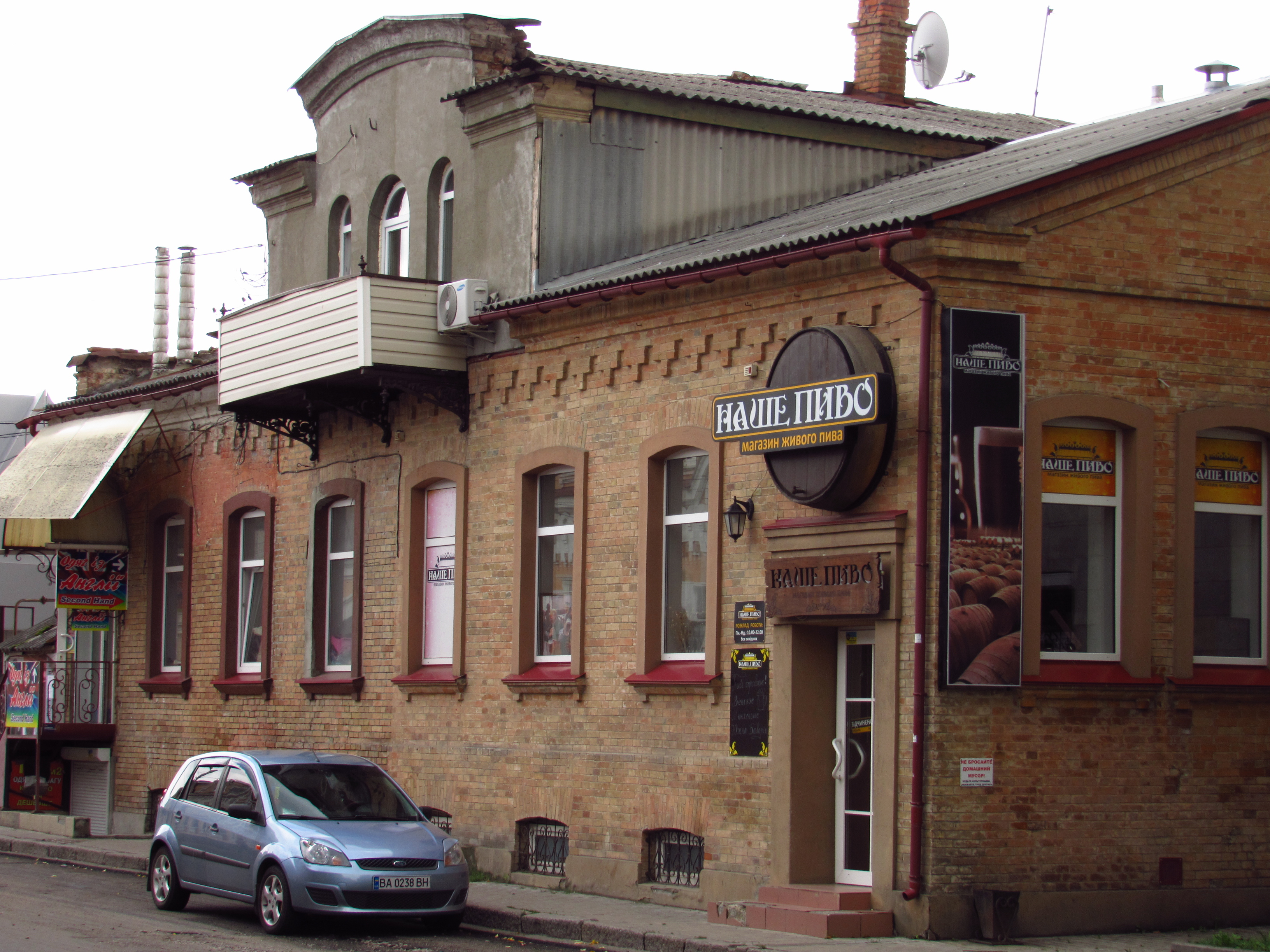
Гоголя, 80.
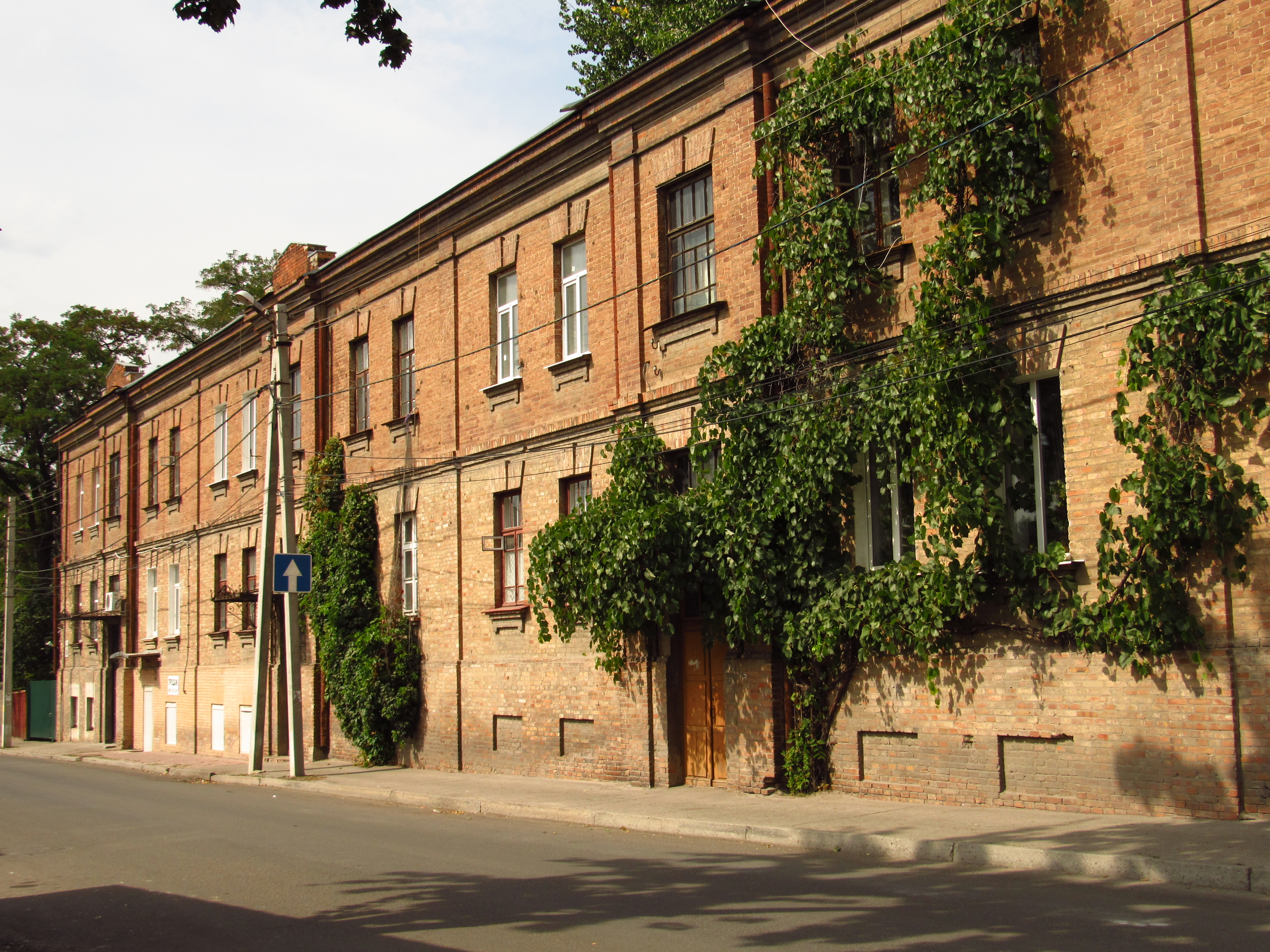
Гоголя, 109 дріб 60
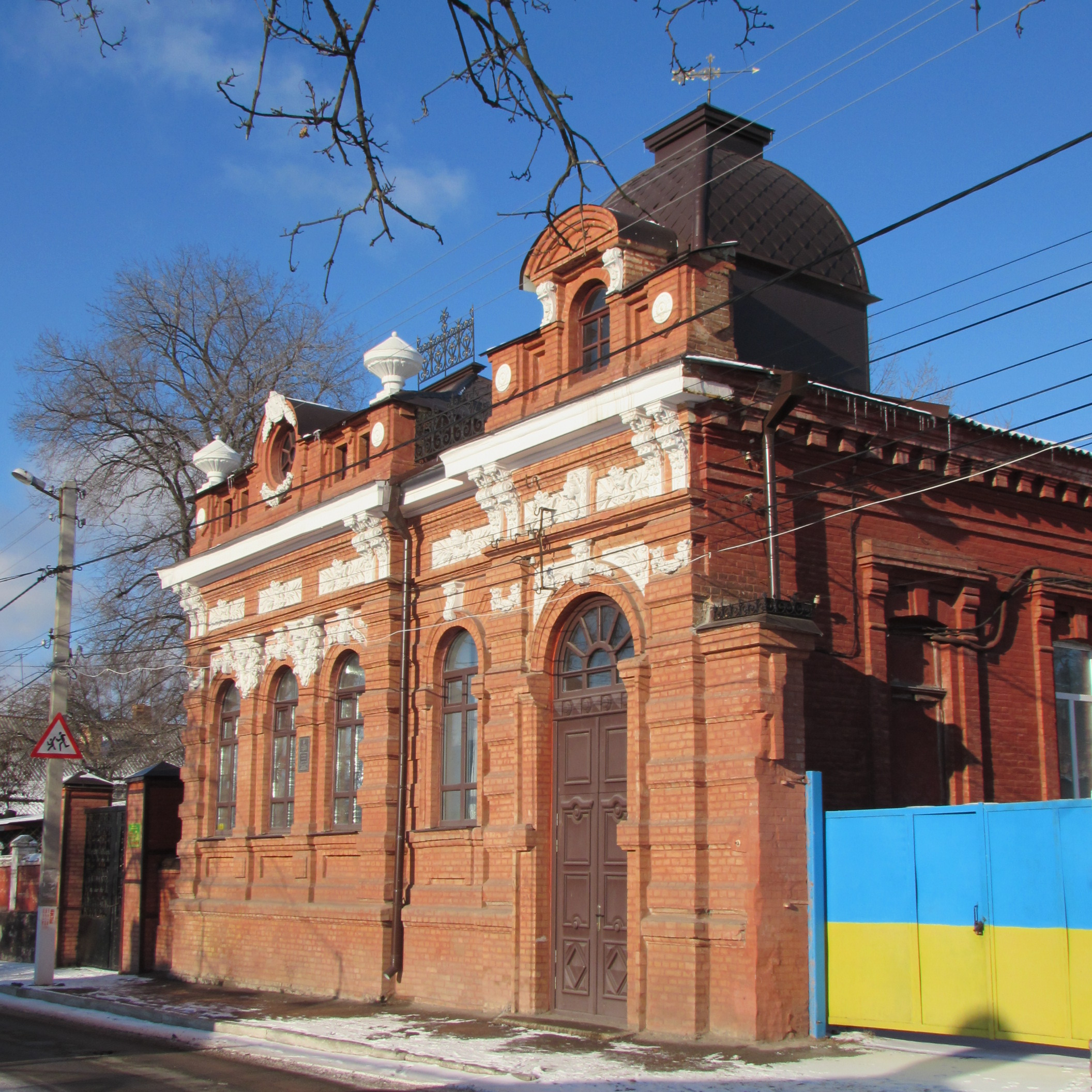
Гоголя, 123. Січень 2016